# Phylloteles pictipennis
Phylloteles pictipennis is een vliegensoort uit de familie van de dambordvliegen (Sarcophagidae). De wetenschappelijke naam van de soort is voor het eerst geldig gepubliceerd in 1844 door Hermann Loew.